# Facundo Argüello (tenista)
Facundo Argüello (Córdoba, 4 de agosto de 1992) es un extenista profesional argentino.

## Carrera
Comenzó a jugar tenis a los seis años. Considera la arcilla como su superficie favorita y la derecha como su tiro preferido.
Su mejor ranking individual es el N.º 104 alcanzado el 14 de abril de 2014. mientras que en dobles logró la posición n.º 124 el 1 de agosto de 2016.
Ha ganado hasta el momento 5 títulos de la categoría ATP Challenger Series, siendo dos de ellos en la modalidad de individuales y los tres restantes en dobles.
En su carrera le ha ganado a jugadores top 100 como: Joao Souza, Roberto Bautista Agut (2012), Ryan Harrison, Michael Russell, Leonardo Mayer (2013), Albert Montañés, Tim Smyczec, Guido Pella, Diego Schwartzman (2015) y Carballes Baena (2018) 

### 2012 - 2013
En el año 2012, en el mes de julio ganó su primer título de la categoría ATP Challenger Series. Ganó en la modalidad de dobles el Lima Challenger junto a su compatriota Agustín Velotti, derrotando en la final a la pareja italiana formada por Claudio Grassi y Luca Vanni.
En octubre de 2013 obtuvo su primer título en individuales. Ganó la final del torneo Aberto de Tênis do Rio Grande do Sul, derrotando a su compatriota Máximo González.
Al final de octubre, vuelve a disputar otra final en individuales, en la Challenger de Buenos Aires disputada en la ciudad de Buenos Aires. Esta vez cayó derrotado ante el uruguayo Pablo Cuevas por 66-7, 2-6, 6-4.

### 2014
En el mes de abril, Facundo Arguello necesitó 10 puntos de partido para derrotar a su compatriota Diego Schwartzman por 4-6, 6-0, 6-4 por la corona del Taroii Open de Tennis, torneo challenger disputado en la ciudad brasilera de Itajaí. Como alumno del campeón de Roland Garros 2004 y ex n.º 5 del mundo Gaston Gaudio, ganó su segundo título ATP Challenger Tour en su novena final. A los 21 años de edad asciende a la posición n.º 104 en el Emirates ATP Rankings.
El 30 de agosto de 2014 ganó la final del Challenger de Como 2014 en la modalidad de dobles para hacerse con su quinto título en esta categoría. Su compañero de turno fue su compatriota Guido Andreozzi y derrotaron en la final a la dupla constituida por el canadiense Steven Diez y el español Enrique López-Pérez por un marcador de 6-2, 6-2.

## Títulos; 11 (4 + 7)
| Leyenda                     | Individuales | Dobles |
| --------------------------- | ------------ | ------ |
| Grand Slam                  | 0            | 0      |
| ATP World Tour Finals       | 0            | 0      |
| ATP World Tour Masters 1000 | 0            | 0      |
| ATP World Tour 500 Series   | 0            | 0      |
| ATP World Tour 250 Series   | 0            | 0      |
| ATP Challenger Series       | 4            | 7      |

### Individuales
| N.º | Fecha      | Torneo                     | Superficie    | Rival en la final | Resultado     |
| --- | ---------- | -------------------------- | ------------- | ----------------- | ------------- |
| 1.  | 13.10.2013 | Challenger de Porto Alegre | Tierra batida | Máximo González   | 6-4, 6-1      |
| 2.  | 13.04.2014 | Challenger de Itajaí       | Tierra batida | Diego Schwartzman | 4-6, 6-4 6-0  |
| 3.  | 03.05.2015 | Challenger de Tallahassee  | Tierra batida | Frances Tiafoe    | 2-6, 7-65 6-4 |
| 4.  | 27.09.2015 | Challenger de Campinas     | Tierra batida | Diego Schwartzman | 7-5, 6-3      |

### Dobles
| N.º | Fecha      | Torneo                 | Superficie            | Pareja          | Rival en la final                      | Resultado       |
| --- | ---------- | ---------------------- | --------------------- | --------------- | -------------------------------------- | --------------- |
| 1.  | 02.07.2012 | Challenger de Lima     | Tierra batida         | Agustín Velotti | Claudio Grassi Luca Vanni              | 7-64, 7-65      |
| 2.  | 14.06.2014 | Challenger de Košice   | Tierra batida         | Ariel Behar     | Andriej Kapaś Blazej Koniusz           | 6-4, 7-64       |
| 3.  | 30.08.2014 | Challenger de Como     | Tierra batida         | Guido Andreozzi | Steven Diez Enrique López-Pérez        | 6-2, 6-2        |
| 4.  | 18.04.2015 | Challenger de Sarasota | Tierra batida         | Facundo Bagnis  | Chung Hyeon Divij Sharan               | 3-6, 6-2, 13-11 |
| 5.  | 17.04.2016 | Challenger de Sarasota | Tierra batida (verde) | Nicolás Kicker  | Marcelo Arévalo Sergio Galdós          | 4–6, 6–4, 10–6  |
| 6.  | 05.06.2016 | Challenger de Fürth    | Tierra batida         | Roberto Maytín  | Andrej Martin Tristan-Samuel Weissborn | 6–3, 6–4        |
| 7.  | 11.06.2016 | Challenger de Moscú    | Tierra batida         | Roberto Maytín  | Aleksandre Metreveli Dmitry Popko      | 6–2, 7–5        |

## Clasificación histórica
| Torneos de Grand Slam       |              |              |              |     |          |          |          |
| Abierto de Australia        | A            | A            | A            | A   | 0 / 0    | 0-0      | 00.00 %  |
| Roland Garros               | Q3           | 1R           | 1R           | A   | 0 / 2    | 0-2      | 00.00 %  |
| Wimbledon                   | A            | A            | A            |     | 0 / 0    | 0-0      | 00.00 %  |
| Abierto de los EE. UU.      | Q1           | A            | A            |     | 0 / 0    | 0-0      | 00.00 %  |
| Ganado-Perdido              | 0-0          | 0-1          | 0-1          | 0-0 | 0 / 2    | 0-2      | 00.00 %  |
| ATP World Tour Finals       |              |              |              |     |          |          |          |
| ATP World Tour Finals       | A            | A            | A            |     | 0 / 0    | 0-0      | 00.00 %  |
| ATP World Tour Masters 1000 |              |              |              |     |          |          |          |
| Indian Wells                | A            | A            | A            | A   | 0 / 0    | 0-0      | 00.00 %  |
| Miami                       | A            | A            | A            | Q1  | 0 / 0    | 0–0      | 00.00 %  |
| Monte Carlo                 | A            | A            | A            | A   | 0 / 0    | 0–0      | 00.00 %  |
| Madrid                      | A            | A            | A            | A   | 0 / 0    | 0–0      | 00.00 %  |
| Roma                        | A            | A            | A            | A   | 0 / 0    | 0-0      | 00.00 %  |
| Canadá                      | A            | A            | A            |     | 0 / 0    | 0-0      | 00.00 %  |
| Cincinnati                  | A            | A            | A            |     | 0 / 0    | 0-0      | 00.00 %  |
| Shanghái                    | A            | A            | A            |     | 0 / 0    | 0-0      | 00.00 %  |
| París                       | A            | A            | A            |     | 0 / 0    | 0-0      | 00.00 %  |
| Ganado-Perdido              | 0-0          | 0-0          | 0-0          | 0-0 | 0 / 0    | 0-0      | 00,00 %  |
| Copa Davis                  |              |              |              |     |          |          |          |
| Copa Davis                  | A            | A            | A            | A   | 0 / 0    | 0-0      | 00.00 %  |
| Juegos Olímpicos            |              |              |              |     |          |          |          |
| Juegos Olímpicos            | No Disputado | No Disputado | No Disputado |     | 0 / 0    | 0-0      | 00.00 %  |
| Ranking                     | 124          | 142          | 137          |     | $436,210 | $436,210 | $436,210 |